# Gottlieb Weiss
Gottlieb Weiss (* 3. Februar 1987 in Jangijul, Usbekische SSR, Sowjetunion) ist ein ehemaliger deutscher Boxer.

## Karriere
Weiss gewann 2003 jeweils eine Bronzemedaille im Mittelgewicht bei der Kadetten-Weltmeisterschaft in Bukarest und der Kadetten-Europameisterschaft in Kaunas, war 2004 Viertelfinalist der Junioren-Weltmeisterschaft in Jeju-si und erkämpfte 2005 die Silbermedaille im Halbschwergewicht bei der Junioren-Europameisterschaft in Tallinn.
2006 gewann er die Goldmedaille im Halbschwergewicht bei der Militär-Weltmeisterschaft (CISM) in Warendorf, wobei er von einem kampflosen Finalsieg gegen Sergei Kowaljow profitierte.
2007 wurde er nach einer Finalniederlage gegen Robert Woge Deutscher Vizemeister im Halbschwergewicht und startete bei der Weltmeisterschaft 2007 in Chicago, wo er in der zweiten Vorrunde gegen Zhang Xiaoping ausschied.
2008 wurde er Deutscher Meister im Halbschwergewicht und schlug dabei auf dem Weg zum Titel Dominic Bösel, René Krause und Robert Woge. Er wurde daraufhin für die Teilnahme an der europäischen Olympiaqualifikation in Athen nominiert und kämpfte sich dort gegen Constantin Bejenaru und Elnur Gadirow in das Halbfinale vor, wo er beim entscheidenden Kampf gegen Kenneth Egan unterlag.
2010 wurde er erneut Deutscher Vizemeister im Halbschwergewicht, nachdem er unter anderem Serge Michel besiegt hatte und im Finale gegen Tyron Zeuge verloren hatte. Er konnte daraufhin noch an der Europameisterschaft 2010 in Moskau teilnehmen, wo er in der Vorrunde gegen Oleksandr Hwosdyk ausschied.

### Auswahl int. Turnier-Ergebnisse
- September 2012: 1. Platz im Schwergewicht bei den European Open Military Championships in Võru[12]
- März 2011: 3. Platz im Halbschwergewicht beim Chemiepokal in Halle[13]
- April 2010: 1. Platz im Halbschwergewicht beim Feliks Stamm Tournament in Warschau[14]
- Oktober 2008: 1. Platz im Halbschwergewicht beim Peace Tournament in Tuzla[15]
- September 2007: 1. Platz im Halbschwergewicht beim Golden Belt Tournament in Constanța[16]
- Mai 2007: 3. Platz im Halbschwergewicht beim Chemiepokal in Halle[17]
- Februar 2004: 2. Platz im Mittelgewicht beim Battle of Stalingrad Junior Tournament in Wolgograd[18]
- Juni 2002: 1. Platz im Weltergewicht beim Black Diamonds Junior Tournament in Myszków[19]

### Bundesliga
Von 2009 bis 2014 boxte Gottlieb Weiss erfolgreich in der 1. Bundesliga für den Velberter Boxclub. Er gewann u. a. gegen Erik Skoglund und Johann Witt und verlor gegen Peter Müllenberg.